# Championnat d'Amérique du Nord féminin de volley-ball 2023
Navigation
Édition précédente Édition suivante
Le Championnat d'Amérique du Nord féminin de volley-ball 2023 est la vingt-huitième édition du championnat d'Amérique du Nord féminin de volley-ball. Il se déroule du 29 août 2023 au 3 septembre 2023 à Québec au Canada. Il a mis aux prises les sept meilleures équipes continentales et sacré la République dominicaine pour la quatrième fois, la troisième consécutive.

## Équipes présentes
Les huit équipes qualifiées sont l'équipe hôte, le Canada, le tenant du titre, et les sept autre équipes les mieux classées au classement continental NORCECA le 1er janvier 2023,. Néanmoins l'équipe trinidadienne ne participe finalement pas au tournois.
| - Canada - États-Unis - République dominicaine - Porto Rico | - Mexique - Cuba - Costa Rica |

## Compétition
La compétition se joue en deux phases. D'abord un tour préliminaire, du 29 au 31 août où les équipes sont réparties en deux poules de trois et quatre équipes. Chaque équipe rencontre toutes les équipes de sa poule. 
Vient ensuite la phase de classement, qui se déroule en plusieurs étapes. Alors que les deux équipes qui terminent premières de leur poule sont directement qualifiées pour les demi-finales, les deuxièmes et troisièmes s'affrontent lors de matchs « de barrage » dont les vainqueurs se qualifient pour les demi-finales. Les deux perdants de ces barrages jouent un match de classement pour la cinquième place, et le perdant affronte finalement le quatrième de la poule de quatre équipe pour la sixième places. Classiquement les vainqueurs des demi-finales s'affrontent en finale pour le titre pendant que les perdants jouent une petite finale pour la troisième places,.

### Tour préliminaire
Les critères de classement des poules sont d'abord le nombre de victoires, puis en cas d'égalité le nombre de points, puis le ratio points gagnés sur points perdus, puis le ratio sets gagnés sur sets perdus et enfin le résultat lors de la confrontation entre les deux équipes.
Les points sont attribués comme suit :
Pour un score de 3-0, cinq points pour le vainqueur, et aucun pour le perdant; pour un score de 3-1, quatre points pour le vainqueur et un pour le perdant; pour un score de 3-2, trois points pour le vainqueur et deux pour le perdant.
Les trois premiers jours de compétition sont consacrés aux phases de poule :

#### Composition des poules
| Poule A                   | Poule B                                           |
| ------------------------- | ------------------------------------------------- |
| Canada Porto Rico Mexique | États-Unis République dominicaine Cuba Costa Rica |

#### Poule A
| # | Équipe     | Pts | J | G | Gt | Pt | P | Sp | Sc | Ratio | Pp  | Pc  | Ratio |
| 1 | Canada     | 10  | 2 | 2 | 0  | 0  | 0 | 9  | 0  | MAX   | 150 | 112 | 1.339 |
| 2 | Porto Rico | 3   | 2 | 0 | 1  | 0  | 1 | 3  | 5  | 0.6   | 152 | 184 | 0.826 |
| 3 | Mexique    | 2   | 2 | 0 | 0  | 1  | 1 | 2  | 6  | 0.333 | 167 | 173 | 0.965 |

#### Poule B
| # | Équipe                 | Pts | J | G | Gt | Pt | P | Sp | Sc | Ratio | Pp  | Pc  | Ratio |
| 1 | États-Unis             | 15  | 3 | 3 | 0  | 0  | 0 | 9  | 0  | MAX   | 225 | 120 | 1.875 |
| 2 | République dominicaine | 10  | 3 | 2 | 0  | 0  | 1 | 6  | 3  | 2     | 210 | 156 | 1.346 |
| 3 | Cuba                   | 5   | 3 | 1 | 0  | 0  | 2 | 3  | 6  | 0.5   | 161 | 188 | 0.856 |
| 4 | Costa Rica             | 0   | 3 | 0 | 0  | 0  | 3 | 0  | 9  | 0     | 93  | 225 | 0.413 |

### Phase de classement

#### Classement 1-4
|  | Quarts de finale                  | Quarts de finale            |                                   |                                   | Demi-finales                | Demi-finales                |  |  | Finale                                  | Finale                                  |
|  | Quarts de finale                  | Quarts de finale            |                                   |                                   | Demi-finales                | Demi-finales                |  |  | Finale                                  | Finale                                  |
|  |                                   |                             |                                   |                                   |                             |                             |  |  |                                         |                                         |
|  | 01.09.23, 25-17 25-10 25-12       | 01.09.23, 25-17 25-10 25-12 |                                   |                                   | 02.09.23, 25-12 25-11 25-26 | 02.09.23, 25-12 25-11 25-26 |  |  | 03.09.23, 25-12 21-25 25-19 19-25 13-15 | 03.09.23, 25-12 21-25 25-19 19-25 13-15 |
|  | 01.09.23, 25-17 25-10 25-12       | 01.09.23, 25-17 25-10 25-12 |                                   |                                   | 02.09.23, 25-12 25-11 25-26 | 02.09.23, 25-12 25-11 25-26 |  |  | 03.09.23, 25-12 21-25 25-19 19-25 13-15 | 03.09.23, 25-12 21-25 25-19 19-25 13-15 |
|  | 01.09.23, 25-17 25-10 25-12       | 01.09.23, 25-17 25-10 25-12 | États-Unis                        | 3                                 |                             |                             |  |  | 03.09.23, 25-12 21-25 25-19 19-25 13-15 | 03.09.23, 25-12 21-25 25-19 19-25 13-15 |
|  | République dominicaine            | 3                           | États-Unis                        | 3                                 |                             |                             |  |  | 03.09.23, 25-12 21-25 25-19 19-25 13-15 | 03.09.23, 25-12 21-25 25-19 19-25 13-15 |
|  | République dominicaine            | 3                           | Cuba                              | 0                                 |                             |                             |  |  | 03.09.23, 25-12 21-25 25-19 19-25 13-15 | 03.09.23, 25-12 21-25 25-19 19-25 13-15 |
|  | Mexique                           | 0                           | Cuba                              | 0                                 |                             |                             |  |  | 03.09.23, 25-12 21-25 25-19 19-25 13-15 | 03.09.23, 25-12 21-25 25-19 19-25 13-15 |
|  | Mexique                           | 0                           | 02.09.23, 25-27 22-25 25-23 20-25 | 02.09.23, 25-27 22-25 25-23 20-25 | États-Unis                  | 2                           |  |  |                                         |                                         |
|  | 01.09.23, 21-25 23-25 22-25       |                             | 02.09.23, 25-27 22-25 25-23 20-25 | 02.09.23, 25-27 22-25 25-23 20-25 | États-Unis                  | 2                           |  |  |                                         |                                         |
|  |                                   | République dominicaine      | 02.09.23, 25-27 22-25 25-23 20-25 | 02.09.23, 25-27 22-25 25-23 20-25 | 3                           |                             |  |  |                                         |                                         |
|  | Porto Rico                        | République dominicaine      | 02.09.23, 25-27 22-25 25-23 20-25 | 02.09.23, 25-27 22-25 25-23 20-25 | 3                           | 0                           |  |  |                                         |                                         |
|  | Porto Rico                        | Canada                      | 1                                 |                                   |                             | 0                           |  |  |                                         |                                         |
|  | Cuba                              | Canada                      | 1                                 | 3                                 |                             |                             |  |  |                                         |                                         |
|  | Cuba                              | République dominicaine      | 3                                 | 3                                 |                             |                             |  |  |                                         |                                         |
|  |                                   | République dominicaine      | 3                                 | Match pour la 3e place            |                             |                             |  |  |                                         |                                         |
|  |                                   |                             |                                   |                                   |                             |                             |  |  |                                         |                                         |
|  | 03.09.23, 21-25 17-25 25-17 16-25 |                             |                                   |                                   |                             |                             |  |  |                                         |                                         |
|  |                                   |                             |                                   |                                   |                             |                             |  |  |                                         |                                         |
|  | Cuba                              | 1                           |                                   |                                   |                             |                             |  |  |                                         |                                         |
|  | Cuba                              | 1                           |                                   |                                   |                             |                             |  |  |                                         |                                         |
|  | Canada                            | 3                           |                                   |                                   |                             |                             |  |  |                                         |                                         |
|  | Canada                            | 3                           |                                   |                                   |                             |                             |  |  |                                         |                                         |

#### Classement 5 à 7
Jean est là

## Classement final
Doubles tenantes du titre, les dominicaines s'imposent en finale face aux américaines en ayant été mené un set à rien puis deux set à un et remportent le trophée pour la quatrième fois, la troisième consécutivement,. Le Canada complète le podium en s'imposant devant Cuba lors de la petite finale
. Les deux finalistes sont qualifiés pour le tournois qualificatif aux Jeux olympiques de Paris.
| Place              | Équipe                 |
| ------------------ | ---------------------- |
| Médaille d'or      | République dominicaine |
| Médaille d'argent  | États-Unis             |
| Médaille de bronze | Canada                 |
| 4                  | Cuba                   |
| 5                  | Mexique                |
| 6                  | Porto Rico             |
| 7                  | Costa Rica             |

## Distinctions individuelles
À la fin du tournoi, en plus du classement final, des récompenses individuelles sont attribuées et sacrent notamment la libero dominicaine Brenda Castillo comme meilleure joueuse du tournoi,,, :
- MVP : Brenda Castillo
- Meilleure marqueuse : Paola Santiago
- Meilleures attaquantes :  Kiera Van Ryk (en)  et Jordan Thompson
- Meilleure contreuse : Neira Ortiz (de)
- Meilleure serveuse : Lisvel Elisa Eve
- Meilleure passeuse : Brie King (en) (CAN)
- Meilleure défenseuse : Brenda Castillo
- Meilleure réceptionneuse : Justine Wong-Orantes
- Meilleure libero : Brenda Castillo